# The Last of Us Part II
The Last of Us Part II (букв. с англ. — «Последние из нас: Часть 2», в официальной русской локализации «Одни из нас: Часть II») — компьютерная игра в жанре приключенческого боевика с элементами survival horror и стелс-экшена от третьего лица, разработанная компанией Naughty Dog и изданная Sony Interactive Entertainment в 2020 году для игровой приставки PlayStation 4. Является прямым сюжетным продолжением игры The Last of Us.

## Игровой процесс

В отличие от первой части, в The Last of Us Part II игрок может ползти, чтобы скрываться от врагов

The Last of Us Part II представляет собой приключенческий боевик с элементами survival horror и стелс-экшена от третьего лица. Игрок может использовать огнестрельное и самодельное оружие, лук против враждебно настроенных представителей других фракций и заражённых грибком кордицепс.
The Last of Us Part II расширяет возможности игрового процесса, представленного в первой части: игрок может использовать возможности окружения более широко, например занимать высокие точки для получения преимущества или скрываться в высокой траве. Также игрок может подбирать различные предметы для улучшения дерева навыков персонажа, разделённого на три категории: «Выживание», «Крафтинг» и «Скрытность». Во второй части также появились собаки, которые способны выследить персонажа игрока по запаху.

## Сюжет
Спустя четыре года после событий The Last of Us Джоэл (Трой Бейкер) и Элли (Эшли Джонсон) живут в поселении Томми, располагающемся на территории бывшего города Джексон (Вайоминг). Элли уже 19 лет, в поселении у неё есть друзья Джесси и Дина (с которой у Элли близкие отношения). В конце зимы, во время одного из патрулей пропадают Джоэл и Томми, и Элли и Дина отправляются на их поиски.
Тем временем Джоэл и Томми встречают Эбби (Лора Бэйли), лидера небольшой группы бойцов, входящих в состав Фронта освобождения Вашингтона и являющейся дочерью хирурга «Цикад», убитого Джоэлом. Элли позже находит тот дом, но её обезвреживают и удерживают бойцы из группы Эбби. На глазах у Элли Эбби насмерть забивает Джоэла клюшкой для гольфа. Элли клянётся отомстить за его смерть.
Спустя несколько дней после смерти и похорон Джоэла, уже весной Томми уходит в Сиэтл, где находится база ВОФ. Элли и Дина идут за ним. Наткнувшись на группу заражённых, они прячутся в заброшенных помещениях, где Элли признаётся Дине, что обладает иммунитетом к инфекции. В том же убежище Дина признаётся Элли, что беременна. На следующий день Дина сильно ослабла, Элли идёт на поиски Томми одна. Вдруг Элли встречает Джесси, и они вместе идут к цели. К вечеру Элли отводит Джесси к убежищу, которое они нашли с Диной. Элли выслеживает члена группы Эбби — Нору. Она встречает религиозных фанатиков группировки «Шрамы», ведущих войну с ВОФ за контроль над Сиэтлом. Найдя Нору, Элли выпытывает информацию о местонахождении Эбби и узнаёт, что Нора — бывший член «Цикад». Нора отказывается давать информацию об Эбби, тогда Элли пытает её, и та рассказывает, что Эбби находится в океанариуме. Элли вспоминает, как двумя годами ранее она исследовала госпиталь, из которого её забрал Джоэл, и узнала о его лжи о том, почему «Цикады» не смогли найти вакцину от вируса заражённых.
На следующий день Элли и Джесси разделяются — Джесси отправляется на помощь к Томми, а Элли продолжает поиски Эбби. В океанариуме Элли не находит её, но натыкается на членов её группы — Оуэна и Мел, которых она убивает. Перед смертью Оуэн успевает сказать, что Мел была беременна, из-за чего Элли переживает приступ панической атаки. После встречи с Диной, Джесси и Томми, они решают вернуться в Джексон, но попадают в засаду Эбби, которая убивает Джесси и берёт Томми в заложники.
Основная сюжетная линия сменяется воспоминанием Эбби о событиях четырьмя годами ранее, объясняющих поступок Эбби по отношению к Джоэлу — в конце первой части, когда Джоэл вызволял Элли, он убил не только солдат, но и одного врача — доктора Андерсона — именно он был отцом Эбби.
Затем получает продолжение сюжетная линия Эбби в Сиэтле. За три дня до того Оуэн, наблюдавший за действиями «Шрамов», пропадает без вести. Лидер ВОФ Айзек, требуя от Эбби держать это в секрете, рассказывает, что по некоторым данным разведки, Оуэн мог переметнуться к «Шрамам», что может навредить планам ВОФ по штурму поселения «Шрамов» и их уничтожению. В тайне от всех Эбби решает разыскать Оуэна. Она спасает от казни фанатиками двух представителей «Шрамов» — Яру и Лева. В конце концов, она находит и самого Оуэна. Тот разочарован в войне между ВОФ и «Шрамами» и хочет отплыть на яхте в Санта-Барбару, где предположительно должны находиться база «Цикад».
Фанатики успели раздробить Яре руку, и Эбби передаёт её на попечение Оуэну и Мел, а сама отправляется вместе с Левом в госпиталь ВОФ за лекарствами и медицинскими инструментами, необходимыми для того, чтобы Мел смогла прооперировать Яру. Лев сбегает, чтобы увидеться со своей матерью, и Эбби с Ярой (которой пришлось ампутировать руку) идут за ним. По пути они попадают под снайперский обстрел и встречаются с Мэнни — одним из бойцов ВОФ и бывшим «Цикадой». Зайдя в ближайшее здание и уйдя от снайпера, Эбби и Мэнни пытаются загнать его в угол. Снайпер в ответ переворачивает ситуацию — он неожиданно вылезает из-за угла и убивает Мэнни выстрелом в глаз, и Эбби бежит в укрытие. Потом этот же снайпер устроил Эбби засаду на балконе. Этим снайпером оказался Томми. Не без помощи Яры Эбби берет верх и скидывает Томми в воду. Взяв лодку, Яра и Эбби плывут на остров, где находится поселение «Шрамов» — именно туда направился Лев. Они находят Лева в тот момент, когда ему приходится убить свою мать, напавшую в фанатичной ярости на него. В этот момент начинается штурм поселения «Шрамов» силами ВОФ. Яра жертвует собой, позволяя Эбби и Леву бежать. Вернувшись назад, они находят Оуэна и Мел мёртвыми и карту, на которой отмечено убежище Элли.
Тем временем, Эбби убивает Джесси и стреляет в Томми, а затем в яростной рукопашной драке побеждает Элли и Дину, но по просьбе Лева щадит их. Эбби отпускает Элли и Дину, приказывая им покинуть Сиэтл.
Проходит больше года. Элли и Дина живут на уединённой ферме, воспитывая родившегося ребёнка Дины Джей-Джея, имя которому дали в память о Джоэле и Джесси. К ним приезжает выживший Томми — он лишился глаза и получил травму ноги — с информацией, что Эбби находится в Санта-Барбаре. Элли поначалу отказывается, что приводит к разговору на повышенных тонах и скандалу Томми с Диной. Однако психологическая травма Элли и воспоминания о том злосчастном дне, когда Джоэл умер, всё-таки вынуждают Элли оставить ферму, чтобы вновь сразиться с Эбби. Тем временем, Эбби и Лев прибывают в Санта-Барбару и выходят на «Цикад». Им предстоит попасть на остров Каталина, но их ловит банда разбойников. Прибывшая Элли убивает их и освобождает Эбби и Лева, затем они сражаются, и в схватке Эбби откусывает Элли по 2 фаланги мизинца и безымянного пальцев на левой руке. Элли удается схватить Эбби и окунуть её в воду, пока та не задохнётся, но в пылу сражения к ней снова приходит воспоминание о Джоэле — но уже без травм, нанесённых Эбби. Элли останавливается. Она отпускает их и возвращается на ферму, однако она пуста: нет ни Дины, ни ребёнка. Попытавшись сыграть на гитаре Джоэла, Элли вспоминает об их последнем разговоре — она обещала попытаться простить Джоэла за то, что он сделал в больнице Солт-Лейк-Сити — и оставив гитару на ферме, Элли уходит.

## Разработка игры
Разработкой продолжения Naughty Dog начала заниматься сразу же после выпуска Uncharted: The Lost Legacy.
Игра была анонсирована 3 декабря 2016 года на пресс-конференции PlayStation Experience, на которой был показан первый трейлер с героями оригинальной части — Элли и Джоэлом.
30 октября 2017 года на выставке Paris Games Week был показан второй трейлер игры, в котором фигурируют четыре новых персонажа: Яра (в исполнении Виктории Грейс), Лев (Иэн Александер), Эмили (Эмили Суоллоу) и Эбби (Лора Бейли).
12 июня 2018 года игра была представлена на выставке Sony E3 2018, где впервые был представлен игровой процесс игры.
22 февраля 2018 года во время выступления на «D.I.C.E. Summit 2018», ведущий сценарист игры Нил Дракманн заявил, что новым источником вдохновения для диалогов в игре стала чёрная комедия «Конец ***го мира» (англ. The End Of The F***ing World) от Netflix, которая оказала большое влияние на сиквел The Last of Us.
Планировалось, что в игре будет многопользовательский режим игры, однако в сентябре 2019 года от него пришлось отказаться в пользу сосредоточения усилий на создании одиночной кампании.
Первоначально выход игры был намечен на 21 февраля, но позднее был перенесён на 29 мая 2020 года. В апреле 2020 года выход игры был отложен повторно на неопределённый срок из-за пандемии коронавируса. В том же месяце издателем была подтверждена окончательная дата выхода игры — 19 июня 2020 года.
4 мая 2020 года Нил Дракманн объявил о завершении разработки игры и отправки её в печать.
На пике над игрой работало порядка 200 человек, её производственный бюджет составил $220 млн.
В ноябре 2023 года, после утечки информации в PlayStation Store, Naughty Dog анонсировала обновлённую версию игры — The Last of Us Part II Remastered. Она будет включать в себя: визуальные улучшения, включая новые костюмы для героев, более быстрое время загрузки, поддержку DualSense, аудиодескрипцию, удалённые уровни и аудиокомментарии с участием Дракманна, Гросс, Джонсон, Бейкера и Бейли. Также в ремастере будут присутствовать новые игровые режимы: режим «без возврата», где игроки должны сражаться со случайно генерируемыми монстрами, режим свободной игры на гитаре и режим спидран-прохождения. Выпуск Remastered для PlayStation 5 состоялся 19 января 2024 года. Релиз игры для Windows состоялся 3 апреля 2025 года.

## Музыкальное сопровождение
Музыкальное сопровождение для игры создавалось композитором Густаво Сантаолалья (исп. Gustavo Santaolalla), работавшим также над оригинальным саундтреком первой части игры. Одна из его первых композиций для The Last of Us Part II прозвучала в дебютном геймплейном трейлере игры на выставке Sony «E3 2018».
В геймплейном трейлере The Last of Us Part II также прозвучали композиции «Little Sadie» и «Ecstasy» в исполнении американской группы Crooked Still в кат-сцене с танцами, показанной на конференции «E3 2018». Композиция «Through the Valley» американского певца Шона Джеймса и группы «The Shapeshifters» была представлена в качестве песни к анонсирующему трейлеру игры, который был показан на выставке PlayStation Experience 2016 в кавер исполнении Эшли Джонсон. Во время выставки Paris Games Week 2017 была исполнена американская народная песня «Wayfaring Stranger» в кавер исполнении Троя Бейкера и Эшли Джонсон. В июне 2018 года лейблом Mondo Records ограниченным тиражом был выпущен сингл на 7" виниловой пластинке, содержащий две песни.
В конце сентября 2018 года стала доступна в виде цифрового скачивания композиция The Last of Us (Cycles) через музыкальные стриминговые сервисы Apple Music, Google Play Music, Spotify, Amazon Music и Tidal.
| №  | Название       | Автор(ы)      | Длительность |
| -- | -------------- | ------------- | ------------ |
| 1. | «Little Sadie» | Crooked Still | 2:35         |

| №                   | Название                  | Автор(ы)            | Длительность |
| ------------------- | ------------------------- | ------------------- | ------------ |
| 2.                  | «The Last of Us (Cycles)» | Густаво Сантаолалья | 2:34         |
| Общая длительность: | Общая длительность:       | Общая длительность: | 5:09         |

## Реакция
| Сводный рейтинг       | Сводный рейтинг |
| Агрегатор             | Оценка          |
| --------------------- | --------------- |
| Metacritic            | 93/100          |
| OpenCritic            | 93/100          |
| «Критиканство»        | 94/100          |
| Иноязычные издания    |                 |
| Издание               | Оценка          |
| Destructoid           | 8,5/10          |
| Edge                  | 9/10            |
| Game Informer         | 10/10           |
| GameRevolution        | [ 59 ]          |
| GameSpot              | 8/10            |
| GamesRadar+           | [ 61 ]          |
| IGN                   | 10/10           |
| USgamer               | [ 63 ]          |
| VentureBeat           | 95/100          |
| VG247                 | [ 65 ]          |
| Русскоязычные издания |                 |
| Издание               | Оценка          |
| 3DNews                | 10/10           |
| GoHa.Ru               | 10/10           |
| «IGN Россия»          | 9/10            |
| PlayGround.ru         | 10/10           |
| Riot Pixels           | 72 %            |
| StopGame.ru           | Изумительно     |
| «Игромания»           | [ 72 ]          |
| «Игры Mail.ru»        | 9,5/10          |
| «Канобу»              | 10/10           |

### Отзывы критиков
Первые рецензии на The Last of Us Part II появились 12 июня 2020 года. Игра была высоко оценена как иностранными, так и русскоязычными СМИ, освещающими игровую индустрию.
В обзоре от «Игромании» Алексей Пилипчук отметил очень качественную режиссуру, отличный ИИ и безупречное внимание к разным деталям. Критике он подверг сюжет, заявив, что он в некоторых местах очень и явно давит на эмоции, и в некоторых местах враги явно «начинают глупеть». Напоследок он оставил вердикт: «Игра-событие, которую, как и первую часть, наверняка будут годами любить одни и рьяно ненавидеть — другие. Только в этот раз поводов для споров будет даже больше».

### Отзывы игроков
Сразу после выхода игра подверглась ревью-бомбингу на агрегаторе рецензий Metacritic, с преобладающими отрицательными отзывами; средняя пользовательская оценка достигала нижнего значения 3,2 из 10. Большинство пользовательских рецензий критиковали сюжет и развитие персонажей, а также «скучный и монотонный» геймплей; обозреватели отмечали, что часть отзывов появилась в течение нескольких часов после выхода игры, что свидетельствует о том, что выводы комментаторов сделаны на основании предшествовавших утечек сюжетных сцен и трейлеров. Журналист Пол Тасси формулировал две основных претензии игроков следующим образом: смерть ключевого персонажа, полюбившегося игрокам, а также гомосексуальность Элли и предположительная трансгендерность одной из героинь, что некоторыми игроками было воспринято, как «ЛГБТ-повестка, феминизм, SJW, пособничество, политическая корректность». Однако последний аргумент Тасси назвал несостоявшимся, заметив, что наличие, например отношений между девушками не должно априори приравниваться к «повестке». Также редактор заметил, что 95 % людей, заявлявших вышеописанные претензии принадлежали к трём категориям людей: тех, кто так и не сыграл в игру, тех, кто после первой смерти испугались дальше её проходить и тех, кто строго придерживается своих собственных версий «повесток», «которую вы определённо не видели, когда они играли в почти ту же игру, что и Джоэл». На формирование отрицательных отзывов также повлияла утечка игрового процесса в мае 2020 года, частично подтвердившая основные сюжетные повороты.

### Продажи
В выходные дни релиза The Last of Us Part II было продано более четырёх миллионов копий по всему миру, став самым быстро продаваемым эксклюзивом для PlayStation 4, побив рекорд Spider-Man в 3,3 млн экземпляров и God of War в 3,1 млн экземпляров за тот же период. К июню 2022 года продажи составили более 10 млн экземпляров.

### Награды
Задолго до выхода The Last of Us Part II получила ряд наград в номинации «Самая ожидаемая игра», включая Golden Joystick Awards и The Game Awards. В 2018 году игра также получила данную награду от Gamers’ Choice Awards.
2 июля 2018 года игра была награждена за достижения в области графики и звука от Game Critics Awards.
24 ноября 2020 года были объявлены победители премии Golden Joystick Awards, где The Last of Us Part II стала обладателем пяти наград в пяти номинациях, включая «Игра года», а Naughty Dog была признана студией года.
В декабре 2020 года игра возглавила список номинантов на премию The Game Awards 2020, одержав победу в 7 номинациях из 11, в том числе «Игра года», «Лучшая игровая режиссура», «Лучшее повествование», «Лучшая актёрская игра Лоры Бэйли», «Лучшее звуковое оформление», «Лучшие инновации в сфере доступности» и «Лучшая приключенческая экшен-игра».
Российский игровой интернет-портал StopGame.ru назвал The Last of Us Part II игрой года в своём подведении итогов 2020 года.

### Комментарии
1. ↑  Версия для Windows разработана Nixxes Software и Iron Galaxy Studios[1]